# Les Particularités de la chasse nationale pendant l'hiver
Série
Les Particularités de la pêche nationale
(1998) Les Particularités de la politique nationale
(2003)
Pour plus de détails, voir Fiche technique et Distribution.
Les Particularités de la chasse nationale pendant l’hiver (Особенности национальной охоты в зимний период) est un film russe réalisé et scénarisé par Alexandre Rogojkine et sorti en 2000.

## Synopsis
Kouzmitch et Semionov s'ennuient au 13e cordon, jusqu'à ce que la saison des « contrôles » et des « inspections » commence. Les inspecteurs du ministère des forêts arrivent les premiers, suivis de ceux de l'agence pour l'environnement. Les héros sont contraints à boire du thé, car le chef des écologistes est strictement opposé à l'alcool et à la chasse. Plus tard, Liova Soloveïtchik et le général Ivolguine rejoignent la compagnie. Comme toujours, le groupe vivra des aventures absurdes, mais non moins réalistes. Une histoire-parabole philosophique, composée par Kouzmitch, sur un chasseur chinois Hu Zhou, qui comprend tous les mystères de la chasse russe et tente de comprendre l'âme russe.

## Fiche technique
Sauf indication contraire, les informations mentionnées dans cette section peuvent être confirmées par la base de données cinématographiques IMDb,  présente dans la section « Liens externes ».
- Titre français : Les Particularités de la chasse nationale pendant l’hiver[2]
- Titre original : Особенности национальной охоты в зимний период, Osobennosti natsionalnoy okhoty v zimniy period
- Réalisateur : Alexandre Rogojkine
- Scénario : Alexandre Rogojkine
- Photographie : Youri Chaigardanov (ru)
- Montage : Youlia Romantseva
- Musique : Vladislav Pantchenko (ru)
- Producteur : Konstantin Ernst, Anatoli Maximov (ru)
- Société de production : ORT (ОРТ, Урсус-фильм)
- Pays de production :  Russie
- Langue de tournage : russe
- Format : Couleurs
- Durée : 73 minutes (1h13)
- Genre : Comédie
- Dates de sortie :
  - Russie : 14 septembre 2000
  - Tchéquie : 13 juillet 2001 (Festival international du film de Karlovy Vary)

## Distribution
- Alekseï Bouldakov : Général Ivolguine
- Viktor Bytchkov (ru) : Eguer Kouzmitch
- Semion Strougatchev (ru) : Leva Solovetchik, l'inspecteur de police
- Sergueï Goussinski : L'agent de police
- Iouri Kouznetsov : Kouptsov
- Andreï Zibrov (ru) : Igor Retchnikov
- Irina Oslovina (ru) : Olga Masliouk

## SérieLes Particularités...
1. 1995 : Les Particularités de la chasse nationale
2. 1998 : Les Particularités de la pêche nationale
3. 2000 : Les Particularités de la chasse nationale pendant l'hiver
4. 2003 : Les Particularités de la politique nationale